# 武汉轨道交通2号线
武汉轨道交通2号线是武汉地铁的线路之一，自天河机场驶向佛祖岭，连接汉口与武昌两岸。轨道交通2号线从地下穿越长江，是中国首条穿越长江的地铁线路。

## 工程概况

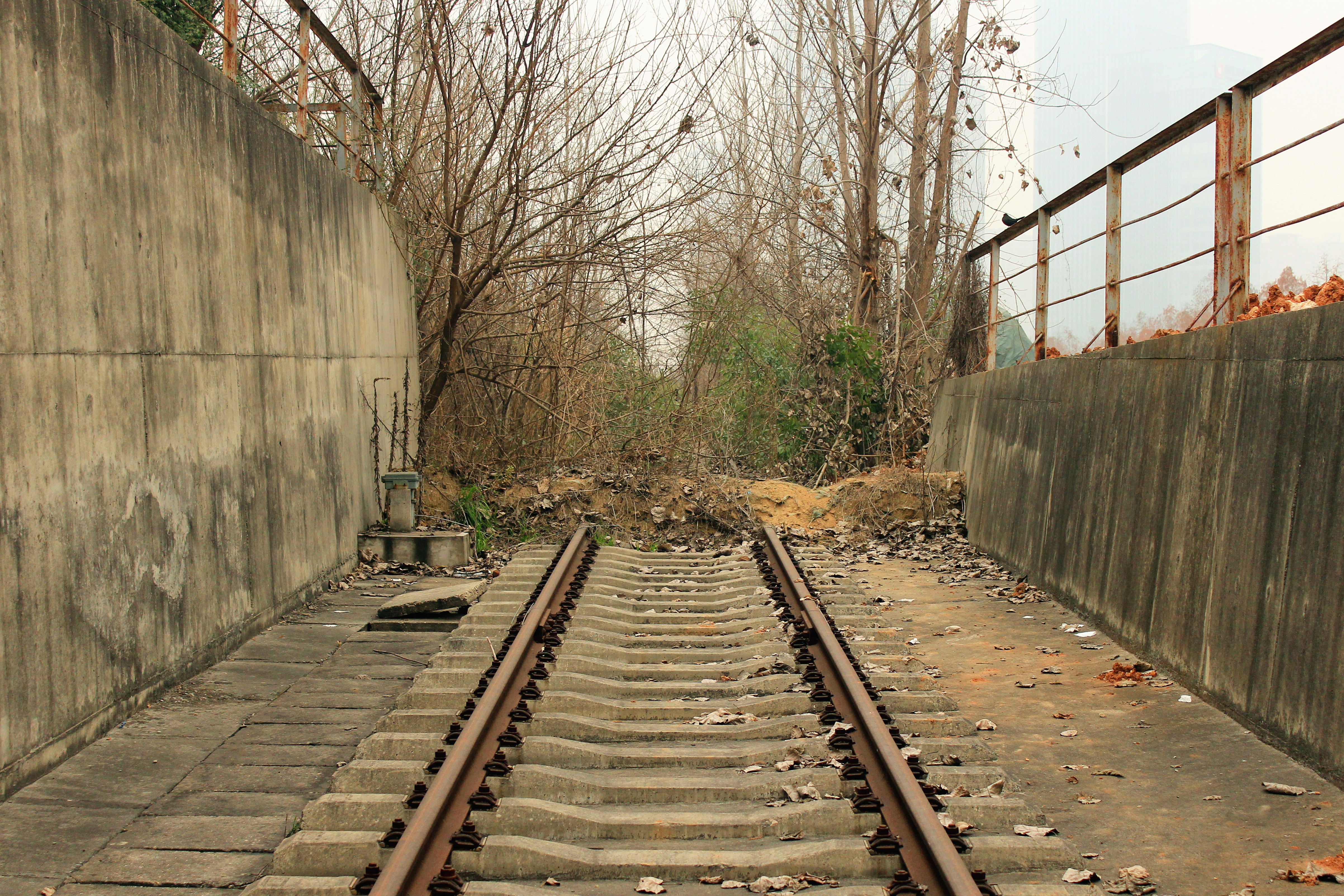
中山北路停车场与国铁的联络线目前已废弃

轨道交通2号线由一期工程、机场线和南延线三部分组成。
| 区间              | 通车日期       | 长度     | 站数 | 工程名                       |
| ----------------- | -------------- | -------- | ---- | ---------------------------- |
| 金银潭 — 光谷广场 | 2012年12月28日 | 27.152km | 21   | 一期工程                     |
| 天河机场 — 金银潭 | 2016年12月28日 | 19.957km | 7    | 北延线工程（又称机场线工程） |
| 光谷广场 — 佛祖岭 | 2019年2月19日  | 13.195km | 10   | 南延线工程                   |

### 一期工程
2号线一期工程线路由位于东西湖区的金银潭经常青花园、汉口火车站，沿青年路、解放大道中山公园，自江汉路过长江到和平大道积玉桥，后经洪山广场，之后沿中南路到街道口和广埠屯，再向东南沿珞喻路到位于洪山区的光谷广场。全线均为地下线，全长27.985公里，共设车站21座，最大站间距（越江区间）3292m，最小站间距（循礼门-江汉路区间）897m，平均站间距1376m。2号线一期工程已于2012年底竣工。
中南路站设有2号线与4号线的联络线，王家墩东站与7号线有联络线。2号线的中山北路停车场原有与国铁武九铁路沙湖站的联络线，现已停用。

### 机场线
机场线（又称2号线北延线）直通天河机场，曾以武汉轨道交通机场线的名义独立进行设计与建设，后决定作为2号线的一部分与一期工程贯通运营。机场线在设计之初既考虑到未来可能会与一期工程贯通运营，所以沿途各站均预留8B编组的扩展条件。本线起于天河机场交通中心，出机场后从地下转上高架，上跨马家湖、绕城高速，然后沿巨龙大道向东南铺设，在上跨机场高速后，从高架转为地下隧道继续沿巨龙大道铺设，向南拐经盘龙大道，下穿府河，最后经宏图路、金银潭大道连接一期工程。线路全长19.8公里，其中地下线13.7公里，路基段0.7公里，高架线5.4公里。机场线设有七个车站：常青城站、宏图大道站、盘龙城站、巨龙大道站、宋家岗站、航空总部站和天河机场站，其中宋家岗站、航空总部站是2号线全线仅有的两座高架车站；宏图大道站设有与3号线的联络线；天河机场站可以与武孝城际铁路转乘；常青城站以东有一段地面线路，与常青车辆段相连接。在天河机场的北侧新设置2号线机场线工程的车辆基地——天河停车场，承担2号线部分列车的停车、列检及月检等任务。
武汉轨道交通机场线原计划为武汉地铁7号线的北延长线，但当时因为7号线一期通车时间预计为2017年底，无法实现与天河机场T3航站楼同步启用，故计划先将2号线引向天河机场。

### 南延线
2号线南延工程由一期终点光谷广场站出发，向东经珞瑜东路，南拐经佳园路、光谷大道后拐向东沿高新六路至佛祖岭停车场，全长13.35公里，设10座车站和佛祖岭停车场，全线地下敷设。与一期工程和机场线工程不同，2号线南延线十座车站的站台与屏蔽门均是直接按照8B编组长度修建。
2010年计划的南延线工程位于东湖新技术开发区，全长约6公里，设4个车站，分别为华中科技大学站、光谷大道站、佳园路站、流芳站。2012年5月，武汉地铁集团计划将南延线工程继续向南延长，增加几座车站，一直延长到光谷一路与高新六路交会处，设武汉工程大学站、高新四路站、高新五路站。考虑到自2号线一期开通运营后，光谷广场站的客流量长期居全线网第一，遂在珞瑜东路上，光谷广场站东侧约500米处额外增设珞雄路站，希望借此站缓解光谷广场站的运营压力。

## 车站
| 武汉轨道交通2号线车站列表 |                                |           |         |               |                 |                |                |
| 中文站名                  | 英文站名                       | 站间距/km | 里程/km | 所在地        | 换乘线路        | 车站形式       | 启用日期       |
| 天河机场站                | Tianhe International Airport   | 0         | 0       | 黄陂区        |                 | 地下岛式月台   | 2016年12月28日 |
| 航空总部                  | Hangkongzongbu                 | 6.004     | 6.004   | 黄陂区        |                 | 高架岛式月台   | 2016年12月28日 |
| 宋家岗                    | Songjiagang                    | 1.427     | 7.431   | 黄陂区        |                 | 高架岛式月台   | 2016年12月28日 |
| 巨龙大道                  | Julong Boulevard               | 2.039     | 9.470   | 黄陂区        | █ 7号线         | 地下岛式月台   | 2016年12月28日 |
| 盘龙城                    | Panlongcheng                   | 1.643     | 11.113  | 黄陂区        |                 | 地下岛式月台   | 2016年12月28日 |
| 宏图大道                  | Hongtu Boulevard               | 3.946     | 15.059  | 东西湖区      | █ 3号线 █ 8号线 | 地下双岛式月台 | 2016年12月28日 |
| 常青城                    | Changqingcheng                 | 2.886     | 17.945  | 东西湖区      |                 | 地下岛式月台   | 2016年12月28日 |
| 金银潭                    | Jinyintan                      | 2.012     | 19.957  | 东西湖区      |                 | 地下岛式月台   | 2012年12月28日 |
| 常青花园                  | Changqing Huayuan              | 1.092     | 21.049  | 东西湖区      | █ 6号线         | 地下岛式月台   | 2012年12月28日 |
| 长港路                    | Changgang Road                 | 1.725     | 22.774  | 江汉区        |                 | 地下岛式月台   | 2012年12月28日 |
| 汉口火车站                | Hankou Railway Station         | 1.407     | 24.181  | 江汉区        | █ 10号线        | 地下岛式月台   | 2012年12月28日 |
| 范湖                      | Fanhu                          | 1.216     | 25.397  | 江汉区        | █ 3号线         | 地下岛式月台   | 2012年12月28日 |
| 王家墩东                  | Wangjiadun East                | 1.410     | 26.807  | 江汉区        | █ 7号线         | 地下岛式月台   | 2012年12月28日 |
| 青年路                    | Qingnian Road                  | 1.002     | 27.809  | 江汉区        |                 | 地下岛式月台   | 2012年12月28日 |
| 中山公园                  | Zhongshan Park                 | 0.946     | 28.755  | 江汉区        |                 | 地下岛式月台   | 2012年12月28日 |
| 循礼门                    | Xunlimen                       | 1.543     | 30.298  | 江岸区/江汉区 | █ 1号线         | 地下岛式月台   | 2012年12月28日 |
| 江汉路                    | Jianghan Road                  | 0.897     | 31.195  | 江汉区        | █ 6号线         | 地下岛式月台   | 2012年12月28日 |
| 积玉桥                    | Jiyuqiao                       | 3.292     | 34.487  | 武昌区        | █ 5号线         | 地下岛式月台   | 2012年12月28日 |
| 螃蟹岬                    | Pangxiejia                     | 1.579     | 36.066  | 武昌区        | █ 7号线         | 地下岛式月台   | 2012年12月28日 |
| 小龟山                    | Xiaoguishan                    | 0.930     | 36.996  | 武昌区        |                 | 地下岛式月台   | 2012年12月28日 |
| 洪山广场                  | Hongshan Square                | 1.168     | 38.164  | 武昌区        | █ 4号线         | 地下岛叠式月台 | 2012年12月28日 |
| 中南路                    | Zhongnan Road                  | 0.966     | 39.130  | 武昌区        | █ 4号线         | 地下双岛式月台 | 2012年12月28日 |
| 宝通寺                    | Baotong Temple                 | 1.418     | 40.548  | 武昌区        |                 | 地下岛式月台   | 2012年12月28日 |
| 街道口                    | Jiedaokou                      | 1.238     | 41.786  | 洪山区        | █ 8号线         | 地下岛式月台   | 2012年12月28日 |
| 广埠屯                    | Guangbutun                     | 0.951     | 42.737  | 洪山区        |                 | 地下岛式月台   | 2012年12月28日 |
| 虎泉                      | Huquan                         | 1.613     | 44.350  | 洪山区        | █ 11号线        | 地下岛式月台   | 2012年12月28日 |
| 杨家湾                    | Yangjiawan                     | 1.442     | 45.792  | 洪山区        |                 | 地下岛式月台   | 2012年12月28日 |
| 光谷广场                  | Optics Valley Square           | 1.317     | 47.109  | 洪山区        | █ 11号线        | 地下岛式月台   | 2012年12月28日 |
| 珞雄路                    | Luoxiong Road                  | 0.794     | 47.903  | 洪山区        |                 | 地下岛式月台   | 2019年2月19日  |
| 华中科技大学              | Huazhong Univ. of Sci. & Tech. | 1.009     | 48.912  | 洪山区        |                 | 地下岛式月台   | 2019年2月19日  |
| 光谷大道                  | Guanggu Boulevard              | 0.817     | 49.729  | 洪山区        |                 | 地下岛式月台   | 2019年2月19日  |
| 佳园路                    | Jiayuan Road                   | 1.368     | 51.097  | 洪山区        |                 | 地下岛式月台   | 2019年2月19日  |
| 武汉东站                  | Wuhandong Railway Station      | 1.487     | 52.584  | 洪山区        | █ 11号线        | 地下岛式月台   | 2019年2月19日  |
| 黄龙山路                  | Huanglongshan Road             | 1.059     | 53.643  | 洪山区        |                 | 地下岛式月台   | 2019年2月19日  |
| 金融港北                  | Jinronggang North              | 2.038     | 55.681  | 洪山区/江夏区 |                 | 地下岛式月台   | 2019年2月19日  |
| 秀湖                      | Xiuhu                          | 1.603     | 57.284  | 洪山区/江夏区 |                 | 地下岛式月台   | 2019年2月19日  |
| 藏龙东街                  | Canglong East Street           | 1.999     | 59.283  | 江夏区        |                 | 地下岛式月台   | 2019年2月19日  |
| 佛祖岭                    | Fozuling                       | 1.021     | 60.304  | 江夏区        |                 | 地下侧式月台   | 2019年2月19日  |

### 换乘站
- 巨龙大道：2、7号线的换乘站。换乘方式为通道换乘。
- 宏图大道：2、3、8号线的换乘站。2号线与3号线的换乘方式为同台换乘（两线同向），2号线往天河机场方向与3号线往宏图大道方向同台，2号线往佛祖岭方向与3号线往沌阳大道方向同台；2、3号线与8号线的换乘方式为通道换乘。
- 常青花园：2、6号线的换乘站。换乘方式为通道换乘。
- 范湖：2、3号线的换乘站。换乘方式为通道换乘（有电动步道，亦有步行区域）。
- 王家墩东：2、7号线的换乘站。换乘方式为站厅换乘。
- 循礼门：1、2号线的换乘站。换乘方式为通道换乘（仅有电动扶梯）。
- 江汉路：2、6号线的换乘站。换乘方式为通道换乘。
- 积玉桥：2、5号线的换乘站。换乘方式为站厅换乘。
- 螃蟹岬：2、7号线的换乘站。换乘方式为站厅换乘。
- 洪山广场：2、4号线的换乘站。换乘方式为同台换乘（两线反向），2号线往天河机场方向与4号线往柏林方向同台；2号线往佛祖岭方向与4号线往武汉站方向同台。
- 中南路：2、4号线的换乘站。换乘方式为同台换乘（两线同向），2号线往天河机场方向与4号线往武汉火车站方向同台；2号线往佛祖岭方向与4号线往柏林方向同台。
- 街道口：2、8号线的换乘站。换乘方式为站厅换乘。
- 武汉东站：2、11号线的换乘站。换乘方式为T形节点换乘。

- 范湖站换乘通道，往3号线方向。
- 常青花园站换乘通道，前往6号线。
- 循礼门站换乘通道，前往1号线。
- 中南路站同台换乘，左4号线，右2号线。
- 宏图大道站同台换乘，左3号线，右2号线。

### 车站特色

中南路及洪山广场站连续同台换乘示意图

#### 连续跨月台转车站（连续同台换乘）
2号线与4号线的洪山广场站与中南路站皆为跨月台转车站。为了方便去行及回行两个方向两条线路的换乘，这两个车站设计成了以其中一个车站进行去行方向换乘，而另一个车站进行回行方向的换乘。换乘方式类似港鐵的觀塘綫及荃灣綫的太子站及旺角站。
实现方式为中南路站为2号线光谷广场方向客流与4号线武昌火车站方向客流同台换乘，并且2号线常青花园方向客流可以与4号线武汉火车站方向客流同台换乘；洪山广场站则相反，2号线光谷广场方向客流与4号线武汉火车站方向客流同台换乘，2号线常青花园方向客流与4号线武昌火车站方向客流同台换乘。
例如，如果搭乘2号线从汉口方向过来，要换乘到4号线武汉火车站方向，可在洪山广场站跨月台换乘，而要换乘到4号线武昌火车站方向，可在中南路站跨月台换乘。反之亦然。

#### 车辆段上盖物业开发
车辆段是用来停放及检修车辆的。一条线路的车辆越多，车辆段将越大。因2号线的线路多途径人员密集处，故来日所需车辆也会很多，车辆段将较大。为了充分利用土地资源，并结合“土地+物业”的开发模式，地铁集团提出了车辆段上盖物业综合开发设计方案，将在常青花园车辆段之上建设居住小区，同时在车辆段南侧新增车站一座。

#### 特色装修站
2号线一期有6个特色装修站，分别是汉口火车站、中山公园站、江汉路站、洪山广场站、宝通寺站、光谷广场站。其装修方案将结合区域特色及武汉文化进行个性化设计。一期其余15个车站为标准站，将采用统一元素进行标准化装修。

#### 人性化设施
2号线所有站点皆设有各种人性化设施，其中包括惠民设施（如自助图书馆、信息书报架等）、便民设施（如客服中心、公用电话、急救箱、直饮水、母婴候车室、卫生间婴儿尿布台等）、及无障碍设施（如垂直电梯、盲道、盲文、高低扶手、残疾人卫生间等）。
- 站外的无障碍垂直电梯
- 站内的无障碍垂直电梯
- 站内扶手上的立体盲文
- 可自动加热的饮水机
- 自助图书馆

#### 女性专用候车区

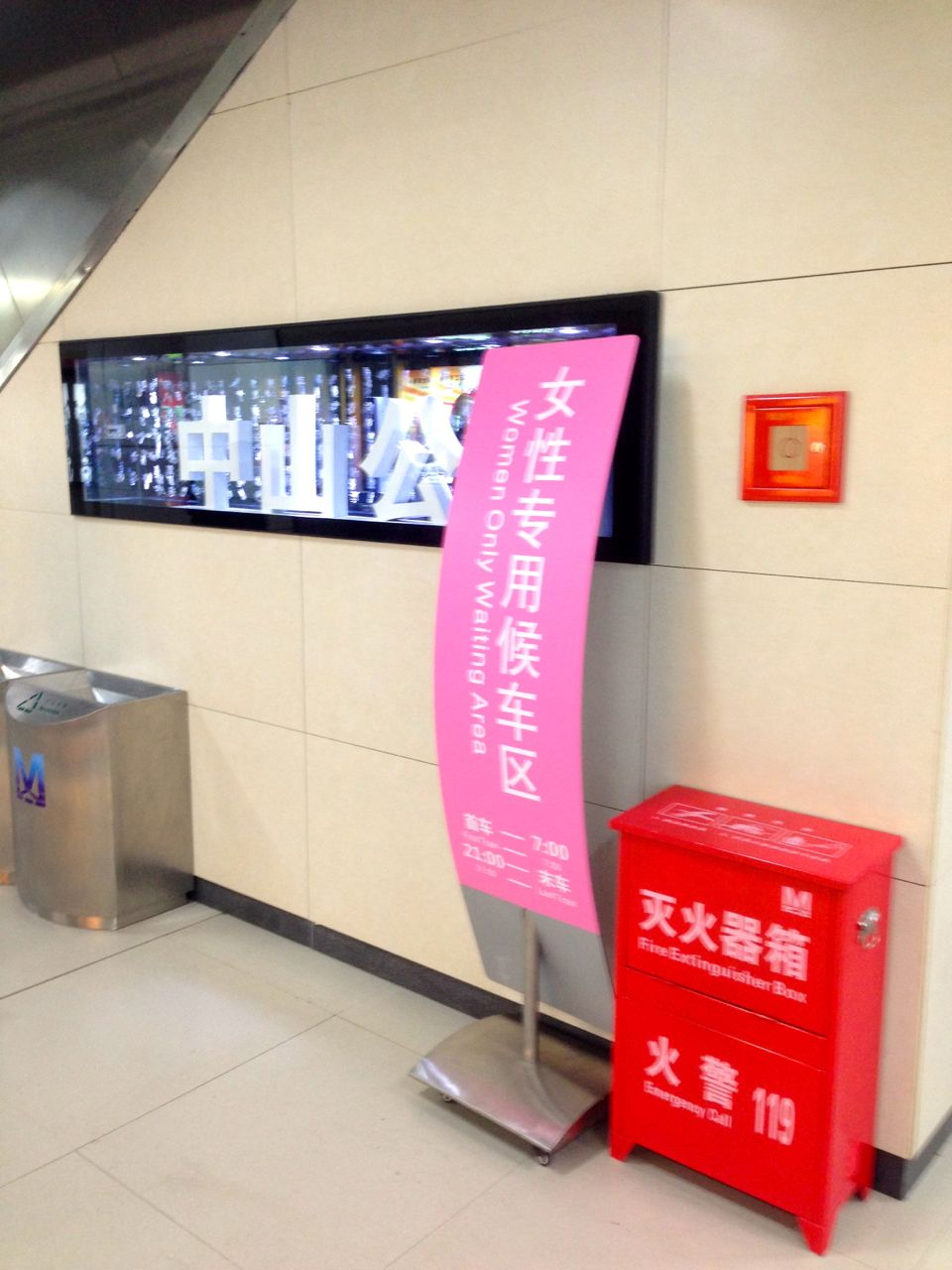
中山公园站的女性候车区

武汉地铁提出在早7点前和晚9点后两个时段为女性在站台相对最安全方便的位置设置了有活动隔离带的专门候车区域，并配备了两套摄像系统，分属警方和运营方所有，将达到无盲区摄影。此举在中国大陆尚属首例，在他国部分城市如东京、大阪、名古屋、德黑兰、墨西哥城等城市的地铁系统里也提供类似的服务。

#### 中国首家星巴克地铁店
星巴克在洪山广场站地铁商铺的使用权招商拍卖中拍下一间108平方米的区域，准备开设中国首家星巴克地铁店。

#### 预留8B列车长度
2号线所有车站在土建施工时都是按照8节B型车的长度施工的，但是初期运行时将使用6节编组的列车，故所有车站都只安装了6节列车长度的屏蔽门，多出来的空间用临时墙体遮挡。
- 螃蟹岬站站后预留的空间
- 屏蔽门到6B长度即封闭

## 票务规定
- 计价方式：按里程限时计费。
- 计价标准：起价2元可乘坐4公里，3元可乘坐8公里，4元可乘坐12公里，5元可乘坐18公里，6元可乘坐24公里，7元可乘坐32公里，8元可乘坐40公里，9元可乘坐50公里，50公里以上每增加1元可多乘坐20公里。具体的计费标准可参见下表：

|  |  |  |  |  |  |  |  |  |

- 乘车限时：每次进闸到出闸限240分钟。
- 乘车优惠：使用武汉通卡享受9折优惠。
- 支付方式：乘客可通过扫描“支付宝”“微信”“云闪付”“Metro新时代”等手机应用内的地铁乘车码乘坐武汉地铁；以及通过具备闪付功能的银联银行卡、交通联合卡和武汉通（以上三款均含手机NFC版本）刷卡乘车。
- 定期票：分为1、3、7日定期票，每张价格分别为18元、45元、90元。
  - 实体定期票：购买时每张票另收押金20元，乘客可在地铁各车站客服中心办理定期票的购买和退票等业务。1日票为发售时间起至当日运营时间结束，3日票为当日发售时间起至第3日运营时间结束，7日票为当日发售时间起至第7日运营时间结束。
  - 电子定期票：电子定期票在“Metro新时代”手机应用内购买。1日票为激活后24小时内，3日票为激活后72小时内，7日票为激活后168小时内有效。

## 行车安排

### 运行交路
2号线目前实行大、小交路套跑的运行方式，大交路（即全程）为天河机场站-佛祖岭站；小交路为金银潭站-武汉东站，大小交路之比为1:1。

### 首末班车时间
- 武汉地铁首末班车时间

## 使用列车
列车编组中的“M”表示动车，“Tc”表示带驾驶室的拖车。
| 列车名称与型号                         | 列车生产企业                              | 列车编组                           | 列车制造年代 | 列车编号  | 列车总数   | 转向架型号 （动车 / 拖车） | 牵引电动机 生产企业，型号与类型                                                                     | 牵引逆变器 生产企业，型号与类型                                                                        | 辅助电源 生产企业，型号与类型                                                             |
| -------------------------------------- | ----------------------------------------- | ---------------------------------- | ------------ | --------- | ---------- | -------------------------- | --------------------------------------------------------------------------------------------------- | --- | ----------------------------------------------------------------------------------------- |
| 2号线一期车辆 （南车株机B1型平台列车） | 南车株洲电力机车                          | 6节编组 B1型列车 （Tc+M+M+M+M+Tc） | 2011 ~ 2013  | B01 ~ B33 | 33列 198节 | ZMC-080 型                 | 株洲西门子牵引设备代工生产 （西门子交通集团原始设计） 1TB2010-1GA02 型 鼠笼式三相异步交流牵引电动机 | 株洲西门子牵引设备代工生产 （西门子交通集团原始设计） SIBAC G750 D570/800 M5-1 型 IGBT-VVVF 牵引逆变器 | 深圳通业科技发展代工生产 （西门子交通集团原始设计） A5E 03460128 (A) 型 IGBT-SIV 辅助电源 |
| 2号线机场线车辆 （DKZ94）              | 中车长春轨道客车 （武汉中车长客轨道车辆） | 6节编组 B1型列车 （Tc+M+M+M+M+Tc） | 2015 ~ 2016  | B34 ~ B45 | 12列 72节  | CW-2100D 型 CW-2100 型     | 株洲西门子牵引设备代工生产 （西门子交通集团原始设计） 1TB2010-1GA02 型 鼠笼式三相异步交流牵引电动机 | 北京纵横机电技术开发代工生产 （西门子交通集团原始设计） TKQ-503-2000 型 IGBT-VVVF 牵引逆变器           | 北京纵横机电技术开发代工生产 （西门子交通集团原始设计） TKQ-522-2000 型 IGBT-SIV 辅助电源 |
| 2号线南延线车辆 （CCD5004）            | 中车长春轨道客车 （武汉中车长客轨道车辆） | 6节编组 B1型列车 （Tc+M+M+M+M+Tc） | 2017 ~ 2019  | B46 ~ B85 | 40列 240节 | CW-2100D 型 CW-2100 型     | 天津纵西牵引电机代工生产 （西门子交通集团原始设计） ZXAM-1902A-4 型 鼠笼式三相异步交流牵引电动机    | 北京纵横机电科技代工生产 （西门子交通集团原始设计） TKQ-503A-2000 型 IGBT-VVVF 牵引逆变器              | 北京纵横机电科技代工生产 （西门子交通集团原始设计） TKQ-522-2000 系列 IGBT-SIV 辅助电源   |

- 一期车辆外观
- 南延线车辆外观
- 一期车辆车厢内饰
- 一期车辆率先在国内地铁车辆中使用全LCD宽屏动态线路图

2号线一期工程使用的列车是由南车集团株洲电力机车有限公司制造的B1型列车，采取6车编组：4辆动车，2辆拖车。每列车计划载客人数为2030人。二号线原先订购了30列、180辆车，但该规划是针对二号线初期高峰小时最高断面客流量2.0万人次、日均50.8万人客运量设计。新一轮客流预测分析显示，2号线一期工程初期高峰断面客流预测将达2.6万人次，日客流将达到80万人次，将超过原设计近期高峰小时断面客流2.49万人次、日客流70万人次的近期客流强度。因此2号线一期工程初期投入运用列车需达到33列，考虑备用车3列和检修车4列，共需列车41列，较原计划增购列车11列 / 66辆。并预留有扩编至8节编组，日均客流139.9万的空间。以上列车相对于1号线所使用车型进一步优化了设计：为降低车内噪声，列车地板将采用双层铝蜂窝地板，能降噪约3到5分贝；为实现更节能，将采用性能更加先进、更轻量化的新型牵引传动系统，每辆车比1号线所使用车型轻约1吨，6辆编组的列车一年由此可少用电6万度。
机场线工程与一期工程贯通运营，列车沿用2号线线路色标“梅花红”为主题色，并与2号线一期已运营列车选型一致，为B1型列车，编号B34 ~ B45，4动2拖6节编组，最高运行速度80km/h。但是新车和2号线原有列车也有不一样的地方，新车取消了每节车厢两端的三人座椅，改为扶把。这样的设计，是为了使列车能够运载更多乘客，预计每列可以多载近百名乘客。
2号线南延线工程配车40列，由中车长春轨道客车股份有限公司制造，其中部分列车在位于黄陂区的武汉中车长客轨道车辆有限公司生产。此次配属的列车在内外各方面，与机场线车列车基本保持一致。

### 扩编争议
现今2号线日均客流已达到90万人次左右，节假日期间更是屡创新高，目前的运能显得捉襟见肘，有市民多次呼吁扩编至8B编组，地铁集团给出如下答复：
|  | 虽然2号线在土建上按照8节编组进行了预留，但在运营线路是进行8节编组的改造，涉及到供电、通信、信号、屏蔽门、列车编组、综合联调等工作，其施工组织、建设难度、安全要求等堪比建设一条新线，工期较长。我们（地铁集团）将根据线网规划和客流情况择机实施6改8的工程。 |

## 历史
关于武汉地铁建设的想法源于20世纪90年代，不过由于武汉地质条件较为复杂，开挖技术以及成本太高，以至于当时的地方政府无力承担，直到武汉交通状况持续恶化。在2000年左右，藉国家为地方政府提供资金建设轻轨的机会，武汉开工了第一条地铁线路。不过由于受到立项的限制，只能以高架铁路的形式建设。直至数年后，由于市政府收入改善，最终建设地下铁路的设想终于得以实施。而2号线即为武汉地铁网络最早开工的地下线路之一。
- 2006年11月16日，2号线范湖试验段开建，工程开始[32]。
- 2007年9月1日，2号线一期工程项目可行性研究报告获批，全线正式开工[33]。
- 2012年2月26日，2号线一期全线双向隧道贯通。[34]
- 2012年6月20日，2号线实现全线轨通。[35]
- 2012年6月30日，2号线实现全线电通。[36]
- 2012年7月19日，2号线列车首次热滑跑完全程，实现全线车通。[37]
- 2012年9月25日，2号线开通试运行。[38]
- 2012年12月28日，2号线正式运行。[39]
- 2019年2月19日，2号线南延线正式运行。[40]

### 建设过程大事记
| 年份   | 日期     | 事件 | 类型     |
| ------ | -------- | --- | -------- |
| 2006年 | 11月16日 | 武汉地铁2号线范湖试验段开建，工程正式开始。                                                                                         | 站点开工 |
| 2007年 | 9月1日   | 武汉地铁2号线一期工可获批，可全线开工。                                                                                             | 工可获批 |
| 2008年 | 1月8日   | 积玉桥站开工。 | 站点开工 |
| 2008年 | 2月1日   | 金色雅园站开工。 | 站点开工 |
| 2008年 | 3月1日   | 常青花园站开工。 | 站点开工 |
| 2008年 | 4月18日  | 金银潭站开工。 | 站点开工 |
| 2008年 | 6月24日  | 循礼门站开工。 | 站点开工 |
| 2008年 | 7月1日   | 螃蟹甲站开工。 | 站点开工 |
| 2008年 | 8月1日   | 虎泉站开工。 | 站点开工 |
| 2008年 | 8月1日   | 名都站开工。 | 站点开工 |
| 2008年 | 8月12日  | 体育南路站开工。 | 站点开工 |
| 2008年 | 8月19日  | 虎泉～名都区间开工。 | 盾构始发 |
| 2008年 | 8月20日  | 名都～光谷广场区间区间开工。 | 盾构始发 |
| 2008年 | 9月19日  | 范湖～汉口火车站区间“开拓10号”盾构机始发，标志着武汉市首段地铁地下区间正式开建。                                                    | 盾构始发 |
| 2008年 | 10月1日  | 汉口火车站 (武汉地铁)开工。 | 站点开工 |
| 2008年 | 10月1日  | 广埠屯～虎泉区间开工，矿山法施工。                                                                                                  | 盾构始发 |
| 2008年 | 11月1日  | 体育南路～洪山广场区间开工。 | 盾构始发 |
| 2008年 | 12月1日  | 光谷广场站开工。 | 站点开工 |
| 2008年 | 12月9日  | 洪山广场站开工。 | 站点开工 |
| 2008年 | 12月30日 | 汉口火车站～范湖区间右线贯通。 | 盾构贯通 |
| 2009年 | 1月22日  | 江南风井地下连续墙第一幅钢筋笼下吊，标志越江隧道工程开工。                                                                          | 区间开工 |
| 2009年 | 2月20日  | 宝通寺～街道口区间开工。 | 区间开工 |
| 2009年 | 3月1日   | 宝通寺站开工。 | 站点开工 |
| 2009年 | 3月2日   | 金银潭～常青花园区间开工。 | 区间开工 |
| 2009年 | 3月4日   | 范湖～汉口火车站区间左线盾构始发。                                                                                                  | 盾构始发 |
| 2009年 | 3月17日  | 循礼门站全面开工。 | 站点开工 |
| 2009年 | 3月22日  | 中山公园站正式开工。 | 站点开工 |
| 2009年 | 5月1日   | 常青花园～金色雅园～汉口火车站区间开工。                                                                                            | 区间开工 |
| 2010年 | 9月1日   | 街道口站开工。 | 站点开工 |
| 2010年 | 10月29日 | 青年路站开工。 | 站点开工 |
| 2010年 | 12月21日 | 中循江区间盾构始发。 | 盾构始发 |
| 2011年 | 1月6日   | 武汉地铁二号线五标常金汉区间全线贯通。                                                                                              | 盾构贯通 |
| 2011年 | 3月26日  | 地铁2号线下订单，采购30列地铁。 | 车辆制造 |
| 2011年 | 6月16日  | 开始铺轨，首排轨道在金色雅园站内开始铺设。                                                                                          | 铺轨通电 |
| 2011年 | 8月31日  | 地铁2号线范湖至王家墩左线隧道贯通                                                                                                   | 盾构贯通 |
| 2011年 | 9月20日  | 号称“长江地铁第一隧”的过江隧道贯通。                                                                                                | 盾构贯通 |
| 2011年 | 10月24日 | 中青区间左线盾构机顺利抵达接收井。                                                                                                  | 盾构贯通 |
| 2011年 | 11月2日  | 开挖最后区间王家墩东站至青年路站区间隧道，实现全线开工建设。                                                                        | 盾构始发 |
| 2011年 | 11月25日 | 范湖站至王家墩东站区间双线贯通。 | 盾构贯通 |
| 2011年 | 11月27日 | 广埠屯站封顶，主体结构施工全部完成。                                                                                                | 站点完工 |
| 2011年 | 11月28日 | 王家墩主变电所顺利封顶。 | 铺轨通电 |
| 2011年 | 12月5日  | 付家坡主变电所顺利封顶。 | 铺轨通电 |
| 2011年 | 12月9日  | 站点冠名拍卖结束，因拍出周黑鸭冠名江汉路站引起热议。                                                                                | 新闻事件 |
| 2011年 | 12月10日 | 积玉桥站到体育南路站双向贯通。 | 盾构贯通 |
| 2011年 | 12月31日 | 王家墩东站封顶，标志着全线21个站点已全部封顶。                                                                                      | 站点完工 |
| 2012年 | 1月3日   | 循江区间左线贯通。 | 盾构贯通 |
| 2012年 | 1月11日  | 2号线开始装修，首个开始装修的站点是螃蟹甲站。                                                                                       | 站点完工 |
| 2012年 | 2月20日  | 武汉地铁2号线一期在招标站内平面广告媒体代理经营权时，出现出价低者中标、出价高者未中的事件。后经过武汉市纪委调查，此次招标结果作废。 | 争论事件 |
| 2012年 | 2月26日  | 武汉地铁2号线一期全线双向隧道贯通。                                                                                                 | 盾构贯通 |
| 2012年 | 4月1日   | 长江江面下方50米深的3号联络通道顺利完工，标志着2号线土建项目基本完成，全面转入设备安装和装修阶段。                                  | 盾构贯通 |
| 2012年 | 4月20日  | 武汉地铁2号线首辆列车下线 。 | 车辆制造 |
| 2012年 | 4月26日  | 武汉地铁2号线右线轨道全线铺通 。 | 铺轨通电 |
| 2012年 | 4月28日  | 武汉地铁2号线首列列车运抵武汉 。 | 车辆制造 |
| 2012年 | 6月20日  | 武汉地铁2号线全线轨通。 | 铺轨通电 |
| 2012年 | 6月30日  | 武汉地铁2号线全线电通。 | 铺轨通电 |
| 2012年 | 7月19日  | 武汉地铁2号线全线车通。 | 铺轨通电 |
| 2012年 | 12月28日 | 武汉地铁2号线正式通车运营。 | 通车运营 |

### 站名争议
因2号线之前命名时并未征求市民意见，自从公布了2号线站名后就引起了地铁站周边居民的不满，特别是名都花园站，以周边一同名楼盘命名，但该站距该楼盘相距甚远，当初取名只是因为该楼盘的开发商及地铁建设单位同属同一集团。为避免类似争议，2012年7月，武汉地铁集团通过各种渠道开始征求公众意见，拟对如下站名做出更改：
- “汉口火车站站”改为“汉口火车站”；
- “金色雅园站”改为“长港路站”；
- “螃蟹甲站”改为“螃蟹岬（昙华林）站”；
- “体育南路站”改为“小龟山站”；
- “街道口站”改为“街道口（武大）站”；
- “广埠屯站”改为“广埠屯（华师）站”；
- “名都花园站”改为“杨家湾站”。
- “华中大站”改为“华中科技大学站”。

其中，汉口火车站去掉了重复“站”字，体育南路站及名都花园站还原到了之前曾经使用过的站名。其中金色雅园与名都花园皆为历史遗留的同一开发商开发楼盘命名，但金色雅园附近没有其他具有指向性的地名，故在之后的投票中超过半数的投票反对更名。而螃蟹甲、街道口、广埠屯为了突出周边著名景点及知名学府加入了括号，但街道口站加入武大的括号引起了广泛争议。普通市民认为街道口站距离传统意义上的武大正门较远，而周边的武汉理工大学的学生则认为相较于武大，自己的学校距离地铁车站更近，于是组织了大规模刷票。
2012年8月24日，武汉地铁2号线站名确定。同地铁建设初期的站名相比，有5座车站站名有变：
- 原金色雅园站更名为长港路站；
- 原汉口火车站站更名为汉口火车站；
- 原螃蟹甲站更名为螃蟹岬站；
- 原体育南路站更名为小龟山站；
- 原名都站更名为杨家湾站。[87]

2018年2号线开通南延线前夕，因为市民对“华中大站”中华中科技大学的缩写“华中大”有争议，之后此站改为“华中科技大学站”。

### 冠名争议
2号线的江汉路站早在2011年12月就已将冠名权拍卖给了周黑鸭公司，但当时并未引起广泛舆论关注，直到近一年后装修即将完成，有网友在新浪微博上发出一张地铁站内显示“周黑鸭·江汉路站”的站牌时才引起轩然大波。很多人指责地铁集团拍卖冠名权的做法不妥，但实际上武汉地铁自1号线开始便已将部分站点冠名权拍卖给了部分公司；也有人指责周黑鸭只是小吃，冠名地铁拉低了档次；但有评论认为，周黑鸭是武汉特产，如果一定要冠名，让其冠名地铁站并无不妥，对乘客利益影响微乎其微，反而对推广武汉文化有帮助。
其他几个被冠名的站点分别是：葛洲坝广场·范湖站、武大口腔医院·广埠屯站、协和医院·中山公园站、工贸家电·洪山广场站、以及花园道·王家墩东站、中商集团·中南路站。
因为周黑鸭冠名江汉路站引发的争议，截止2012年11月24日，所有2号线的冠名都已取消，包括周黑鸭冠名的江汉路站。

### 禁食争议
武汉地铁2号线自运营之日起就禁止在车厢内饮食，虽然此规定与武汉市民过去习惯在公共场所进食的习惯不同，但还是得到了市民的支持。2012年12月28日，地铁公司成立了“执法队”，但此规定在实际运营当中的执行效果，仍然引起了市民的质疑。时有市民将车内进食者拍照并上传至微博，希望通过曝光的手段唤起市民对车内禁食规定的意识。
2013年3月28日，有市民将一女乘客在车内进食热干面的照片传至微博，直指其不仅在车内进食，还在发现被人拍照后，将面条盖在了拍照者头上，引起了人们对禁食令、以及是否应该将违反者照片发至网络的讨论。
2013年10月30日，武汉地铁开出了首条罚单。在武汉地铁运营公司组织的“文明乘车及规范服务推广日”中，活动执法小分队乘坐的地铁2号线列车行至虎泉至杨家湾段时，执法人员发现车厢座位上一名少妇抱着小孩在吃薯片，碎屑洒了一地，当即向她出示《武汉市轨道交通管理条例》，并对少妇处以50元罚款。对方没有辩解，当场掏钱接受处罚。

### 机场线开通推迟
机场线原计划定于2016年10月28日开通，但由于其他单位未准备充分，未如期通车。“拖后腿”的是当时正在施工的天河机场T3航站楼。天河机场地铁站出口与建设中的机场交通中心、T3航站楼连通。当时机场交通中心和T3航站楼仍在紧张施工，乘客坐地铁抵达机场站后，无论从哪个出口出来，都需穿过施工区，才能前往运营中的T2航站楼。武汉市交委曾透露，有关方面曾建议采用摆渡方案，即在地铁口和航站楼之间用车辆摆渡，穿过施工区，保证乘客进出，但综合考虑安全等因素，还是决定延迟开通。最终，机场线被推迟至2016年12月28日与6号线同日开通。